# Mercat de Portobello Road

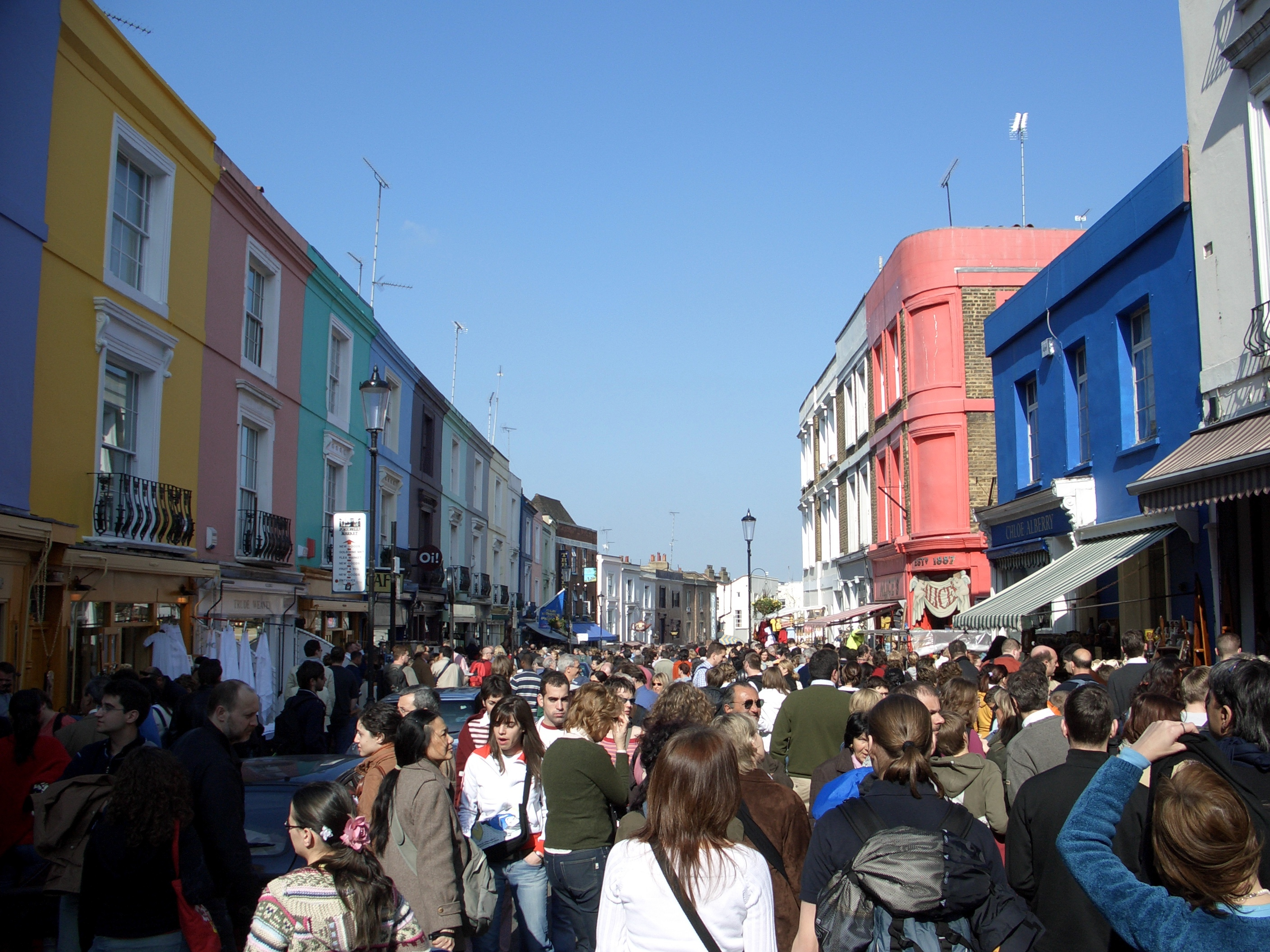
Portobello Road

El mercat de Portobello Road està situat a Portobello Road, a l'àrea de Notting Hill a Londres. El mercat és extremadament popular i és molt concorregut els caps de setmana. Gaudeix d'un ambient alegre i acolorit.
El mercat va començar el 1837 amb la venda de menjar fresc, la resta de venedors s'hi van incorporar a la dècada del 1960. Realment són diversos mercats en un. La part sud està dedicada gairebé exclusivament a les antiguitats, joieria i records populars per als turistes. Més avall es venen sobretot fruites i verdures. I després de travessar el pas elevat de Westway, hi predomina la roba i la bijuteria.